# BBC News
BBC News là một bộ phận kinh doanh hoạt động của British Broadcasting Corporation (BBC), chịu trách nhiệm thu thập và phát sóng tin tức và các chương trình thời sự. Bộ phận này là tổ chức phát sóng tin tức lớn nhất thế giới và tạo ra khoảng 120 giờ phát thanh và truyền hình mỗi ngày, cũng như đưa tin tức trực tuyến. Dịch vụ này duy trì 50 văn phòng tin tức nước ngoài với hơn 250 phóng viên trên toàn thế giới. Fran Unsworth là giám đốc tin tức và các vấn đề thời sự kể từ tháng 1 năm 2018.
Ngân sách hàng năm của Ban tin tức vượt quá 350 triệu bảng; Nó có 3.500 nhân viên, 2.000 người là nhà báo. BBC News cung cấp tin tức trong nước, toàn cầu và trực tuyến của BBC được đặt trong phòng tin tức trực tiếp lớn nhất ở châu Âu, trong nhà phát sóng ở Trung tâm London. Chương trình nghị hội (bàn tròn) được sản xuất và phát sóng từ các studio ở London. Thông qua các khu vực BBC English Regions của BBC, BBC cũng có các trung tâm khu vực trên khắp nước Anh và các trung tâm tin tức quốc gia ở Bắc Ireland, Scotland và Wales. Tất cả các quốc gia và các khu vực tiếng Anh sản xuất các chương trình tin tức địa phương của riêng họ và các chương trình thể thao và các vấn đề thời sự khác.
Năm 2017, BBC Ấn Độ đã bị cấm trong khoảng thời gian 5 năm kể từ khi có hiệu lực bao gồm tất cả các công viên quốc gia và các khu bảo tồn ở Ấn Độ. Sau khi rút giấy phép phát thanh truyền hình từ CGTN vào ngày 4 tháng 2 năm 2021 của Ofcom, Trung Quốc đã cấm BBC News phát sóng tại Trung Quốc.

## Truyền thông phát sóng

### Truyền hình

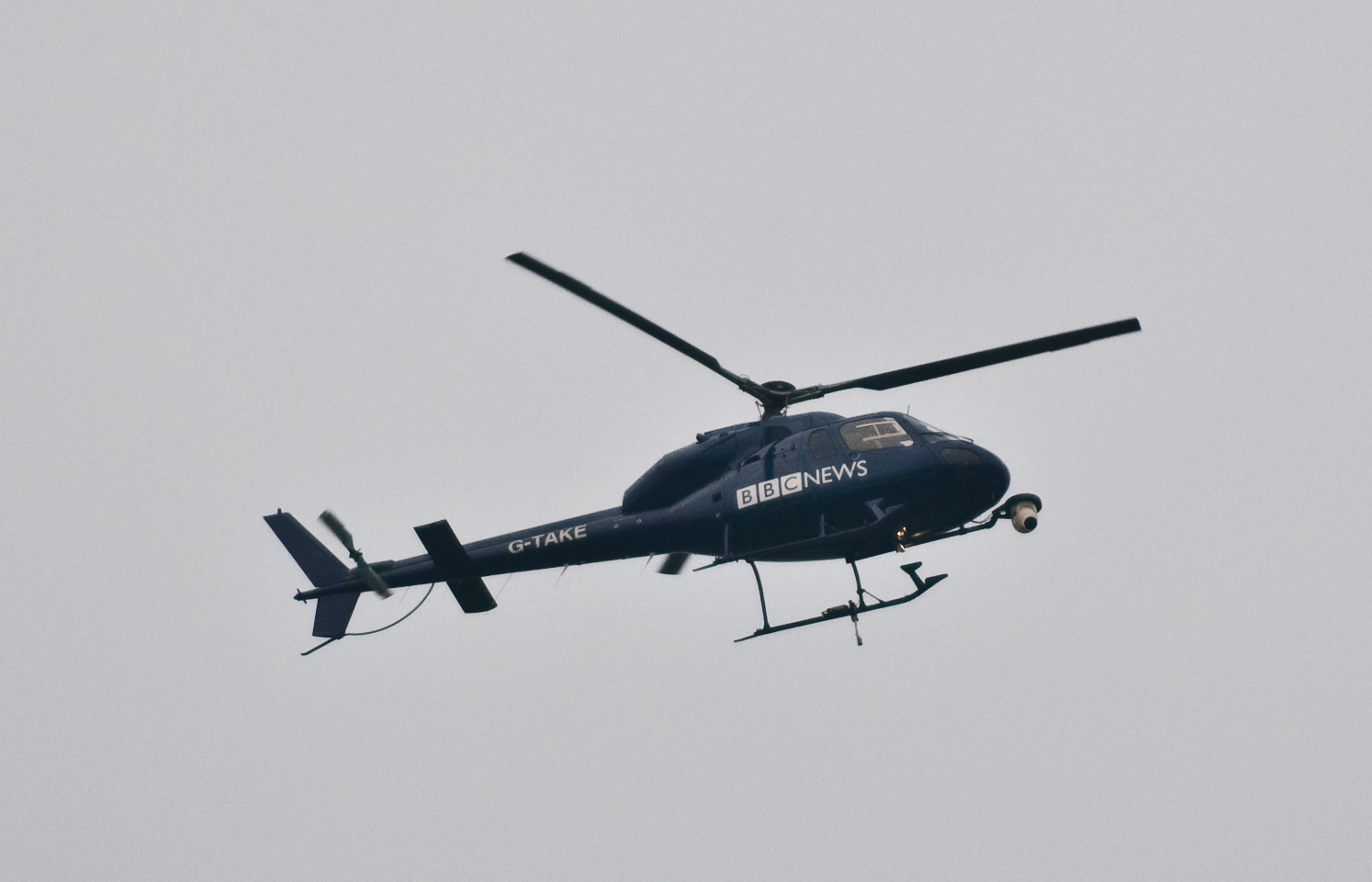
Trực thăng riêng của BBC News đang bay ở London

BBC News chịu trách nhiệm về các chương trình tin tức và nội dung tài liệu về các kênh truyền hình chung của BBC, cũng như phủ sóng tin tức trên kênh BBC News Channel tại nước Anh và 22 giờ lập trình cho kênh BBC World News của Tổng công ty. Sự phát sóng của BBC Parliament được thực hiện trên danh nghĩa của BBC tại Millbank Studios, mặc dù BBC News cung cấp nội dung biên tập và báo chí. Nội dung BBC News cũng được đưa ra trên các dịch vụ truyền hình tương tác kỹ thuật số của BBC dưới thương hiệu BBC Red Button, và đến năm 2012 trên hệ thống Ceefax teletext.
Âm nhạc trên tất cả các chương trình tin tức truyền hình BBC được giới thiệu vào năm 1999 và sáng tác bởi David Lowe. Đó là một phần của thương hiệu lại bắt đầu vào năm 1999 và các tính năng BBC Pips'. Chủ đề chung đã được sử dụng trên các bản tin trên BBC One, News 24, BBC World và các chương trình tin tức địa phương trong BBC Nations and Regions. Lowe cũng chịu trách nhiệm cho âm nhạc trên Radio One's Newsbeat. Chủ đề đã có một số thay đổi kể từ năm 1999, mới nhất vào tháng 3 năm 2013.
Kênh BBC News Arabic ra mắt vào ngày 11 tháng 3 năm 2008,  một kênh ngôn ngữ Ba Tư BBC Persian Television theo sau vào ngày 14 tháng 1 năm 2009, phát sóng từ Peel wing of Broadcasting. Cả hai kênh đều bao gồm tin tức, phân tích, phỏng vấn, thể thao và các chương trình văn hóa cao và được điều hành bởi BBC World Service và được tài trợ từ một khoản trợ cấp của Phòng Ngoại giao Anh (không có giấy phép truyền hình).

### Radio
BBC Radio News sản xuất các bản tin cho đài phát thanh quốc gia của BBC và cung cấp nội dung cho các đài phát thanh BBC địa phương thông qua Dịch vụ Tin tức chung (GNS), dịch vụ phân phối tin tức BBC-Internal. BBC News không sản xuất các bản tin Tin tức khu vực của BBC, được sản xuất riêng bởi các quốc gia và khu vực BBC. Dịch vụ BBC World phát sóng tới khoảng 150 triệu người bằng tiếng Anh cũng như 27 ngôn ngữ trên toàn cầu. BBC Radio News là một nhà bảo trợ của Radio Academy.

### Online
BBC News Online là trang web tin tức của BBC. Ra mắt vào tháng 11 năm 1997, đây là một trong những trang web tin tức phổ biến nhất ở Anh, đạt hơn một phần tư người dùng Internet của Vương quốc Anh và trên toàn thế giới, với khoảng 14 triệu độc giả toàn cầu mỗi tháng. Trang web này chứa các tin tức quốc tế như giải trí, thể thao, khoa học và tin tức chính trị.
Ứng dụng di động cho các hệ thống Android, iOS và Windows Phone đã được cung cấp từ năm 2010.
Nhiều chương trình truyền hình và đài phát thanh cũng có sẵn để xem trên các dịch vụ BBC iPlayer và BBC Sound. Kênh Tin tức BBC cũng có sẵn để xem 24 giờ một ngày, trong khi các video clip và đài phát thanh cũng có sẵn trong các bài báo tin tức trực tuyến.
Vào tháng 10 năm 2019, BBC News Online đã ra mắt một trang web tin tức quốc tế riêng của mình thông qua trình duyệt ẩn danh Tor trong một nỗ lực để phá vỡ sự kiểm duyệt trên Internet.